# 德爾·香農
德爾·香農（英語：Del Shannon，1934年12月30日—1990年2月8日），美國搖滾（鄉村搖滾、硬搖滾）男創作歌手、烏克麗麗（一種結他）手，活躍演藝界32年（從1958年到1990年用步槍槍擊頭部自殺為止）。在1961年出售的單曲《逃跑》（Runaway）是他最著名的歌曲。

## 傳記

### 早年生活
德爾·香農在1934年12月30日出生於美國密歇根州大急流城，原名查爾斯·威登·韋斯托弗（Charles Weedon Westover）。他在密歇根州渥太華縣庫珀維爾（Coopersville）長大，幼時學會彈烏克麗麗（一種結他），愛聽鄉村音樂，喜歡的歌手有漢克·威廉斯（Hank Williams）、漢克·斯諾（Hank Snow）、萊夫蒂·費里澤爾（Lefty Frizzell）等。
在1954年，查爾斯·威登·韋斯托弗加入美國陸軍，在德國受訓時組了一支樂隊「酷火焰」（Cool Flames）。服滿兵役後，他回到密歇根州卡爾霍恩縣巴特爾克里克（Battle Creek ）。他在家私工廠當司機和地毯推銷員。

### 與唱片公司簽約
查爾斯·威登·韋斯托弗又找到一份兼職，在希-洛俱樂部（Hi-Lo Club）為不知名歌手道格·德莫特（Doug DeMott）的樂隊擔任節奏結他手。在1958年，道格·德莫特被開除，他成為樂隊的隊長，並取了一個藝名「查利·約翰遜」（Charlie Johnson），把樂隊改名為「Big Little Show Band」。
在1959年，查爾斯·威登·韋斯托弗邀請電子琴手馬克斯·克魯克（Max Crook）加入樂隊。馬克斯·克魯克積極遊說密歇根州安娜堡唱片騎師奧利·麥克勞克林（Ollie McLaughlin）聽他們的演奏。奧利·麥克勞克林聽後，帶了他們的樣本唱片給音樂人哈里·鮑克（Harry Balk）和歐文·米卡尼克（Irving Micahnik）聽。在1960年7月，他和馬克斯·克魯克與唱片公司簽約為旗下作曲人。哈里·鮑克提議香農取一個新的藝名，也就是他最廣為人知的藝名「德爾·香農」。

### 《逃跑》
德爾·香農和馬克斯·克魯克走到紐約市灌錄唱片，但效果不佳。奧利·麥克勞克林游說他們重寫樂歌、重新灌錄《小逃跑》（Little Runaway）一曲。在1961年1月21日，他們把《小逃跑》改名為《逃跑》（Runaway）重新錄製，以單曲出售。同年4月，《逃跑》在美國公告牌百强单曲榜進佔首位。香農憑《逃跑》一炮而紅，此曲也是他一生最著名的的歌曲。副歌歌詞「我 想知道，我想知－知－知－知－知道；為何、為何、為何、為何、為何、為何她離去？」（I wonder, I wah-wah-wah-wah-wonder? Why, why, why, why, why, why she ran away?）是樂迷最耳熟能詳的一段。後來有多套電影採用《逃跑》為插曲，亦有多個歌手翻唱。

### 吞槍自殺
在1970年代，德爾·香農因為酗酒令到事業急速下滑。在1990年2月8日，德爾·香農在家中（加州洛杉磯縣聖塔克拉利塔）用一把點22口徑的步槍轟向頭部自殺。其妻子邦妮於晚上11時2分發現他的屍體，並在屍體旁邊發現他用來自殺的步槍。他的妻子推測他是因為精神病藥物百憂解的副作用影響而自殺，而報章就報導他正在牙科手術中復原，同時得了重感冒。
香農的最後一張唱片，《繼續搖滾》（Rock On），在他死後才發行。在1990年的夏天，當地的南太平洋樂隊推出了德爾·香農的熱門歌曲專輯《我變成碎片》（I Go To Pieces，這張專輯也有一首彼得與戈登於1965年的熱播歌）。他在1999年被掛上搖滾名人堂，而他的創新性貢獻也已經被搖滾能力名人堂肯定。

## 熱門單曲
| 1961年3月  | Runaway                | 逃跑         | #1  | #1  |
| 1961年6月  | Hats Off to Larry      | 向賴瑞致敬   | #5  | #6  |
| 1961年9月  | So Long Baby           | 再會了寶貝   | #28 | #10 |
| 1961年11月 | Hey! Little Girl       | 嗨！小女孩   | #38 | #2  |
| 1962年6月  | Cry Myself to Sleep    | 哭著睡著     | #45 | #29 |
| 1962年9月  | The Swiss Maid         | 瑞士小姐     | #64 | #2  |
| 1962年12月 | Little Town Flirt      | 小城裡調情   | #10 | #4  |
| 1963年4月  | Two Kinds of Teardrops | 兩種淚       | #50 | #5  |
| 1963年6月  | From Me to You         | 從我到你     | #77 | -   |
| 1963年8月  | Two Silhouettes        | 兩個輪廓     | -   | #23 |
| 1963年11月 | Sue's Gotta Be Mine    | 蘇是我的人   | #71 | #21 |
| 1964年3月  | Mary Jane              | 瑪麗·珍      | -   | #35 |
| 1964年7月  | Handy Man              | 巧手男       | #22 | #36 |
| 1964年9月  | Do You Want To Dance   | 你想跳舞嗎   | #43 | -   |
| 1964年11月 | Keep Searchin'         | 繼續尋找     | #9  | #3  |
| 1965年2月  | Stranger in Town       | 鎮上的陌生人 | #30 | #40 |
| 1965年5月  | Break Up               | 分手         | #95 | -   |
| 1966年5月  | The Big Hurt           | 大創傷       | #94 | -   |
| 1981年12月 | Sea of Love            | 愛情海       | #33 | -   |

## 外部連結
- 官方個人網站：Delshannon.com （页面存档备份，存于）
- 官方部落格：Del Shannon MySpace （页面存档备份，存于）